# Marnand (Valbroye)
Marnand (toponimo francese) è una frazione di 161 abitanti del comune svizzero di Valbroye, nel Canton Vaud (distretto della Broye-Vully).

## Storia

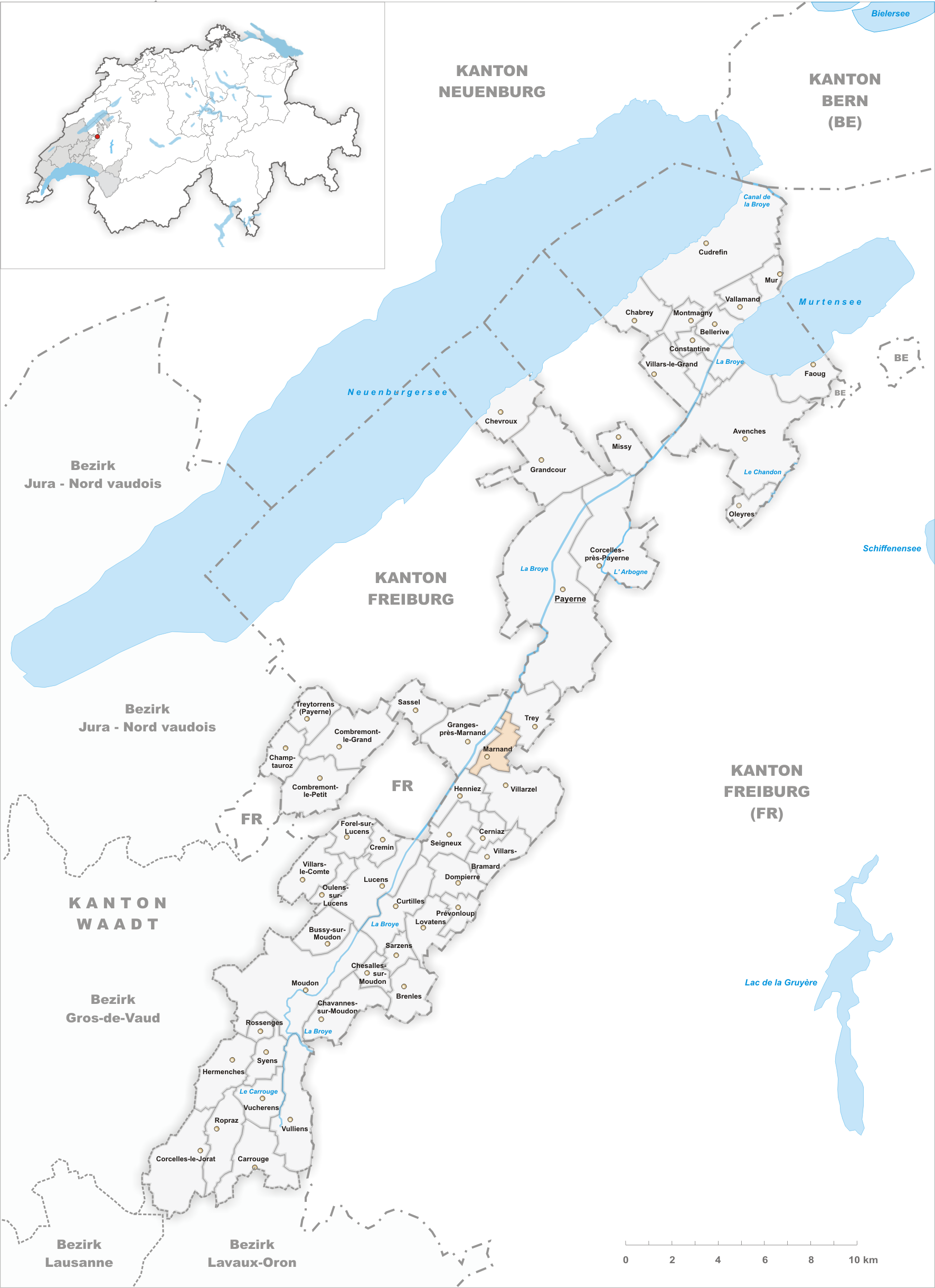
Il territorio del comune di Marnand prima degli accorpamenti comunali del 2011

Già comune autonomo che si estendeva per 2,24 km², nel 2011 è stato accorpato agli altri comuni soppressi di Cerniaz, Combremont-le-Grand, Combremont-le-Petit, Granges-près-Marnand, Sassel, Seigneux e Villars-Bramard per formare il nuovo comune di Valbroye.

### Simboli
Lo stemma di Marnand era stato adottato verso il 1925 e riprendeva lo scudo del Canton Vaud su cui erano raffigurate due chiocciole che strisciano l'una verso l'altra, quale riferimento al soprannome degli abitanti del paese.

## Società

### Evoluzione demografica
L'evoluzione demografica è riportata nella seguente tabella:
Abitanti censiti

## Amministrazione
Ogni famiglia originaria del luogo fa parte del cosiddetto comune patriziale e ha la responsabilità della manutenzione di ogni bene ricadente all'interno dei confini della frazione.